# Wegener Center
Das Wegener Center für Klima und Globalen Wandel (WEGC) ist ein Institut der Universität Graz in Österreich. Es befasst sich sowohl mit den physikalisch orientierten als auch den sozio-ökonomischen Aspekten des Klimawandels und Globalen Wandels. Seit seiner Gründung im Jahr 2005 – als zeitlich befristetes Zentrum, welches dann ab 2013 permanenten Institutsstatus erhielt – hat sich das Institut stetig weiter entwickelt und beheimatet mittlerweile rund sechzig Forscher aller Ebenen, von Jungforschern bis Professoren, die in Bereichen wie Geo- und Klimaphysik, Meteorologie, Volkswirtschaftslehre, Geografie und Regionalforschung unter einem Dach arbeiten. Es wurde von Gottfried Kirchengast gegründet. Benannt ist das Center nach dem Meteorologen sowie Polar- und Geowissenschaftler Alfred Wegener, dem Gründungsinhaber des Lehrstuhls für Geophysik an der Karl-Franzens-Universität Graz.

## Geschichte

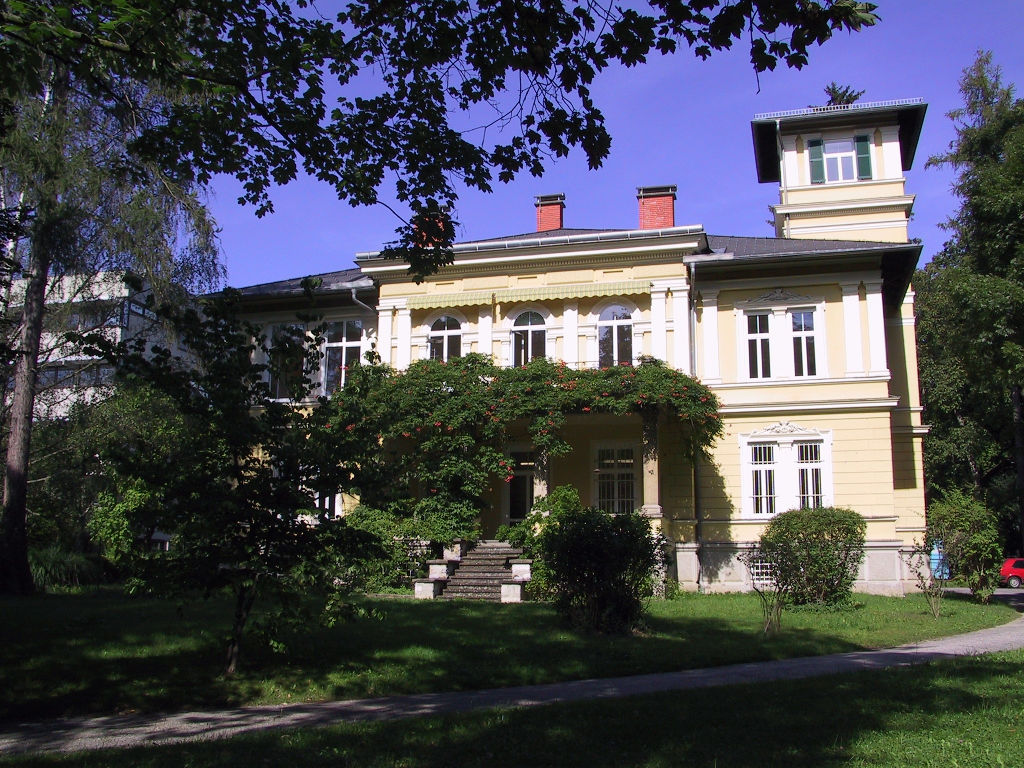
Wegener Center 2006

### Gründung als Zentrum
Forscher mehrerer Institute der Universität Graz (Uni Graz) wiesen seit den 1990er Jahren vermehrt verschiedene klimabezogene Aktivitäten auf. Darauf aufbauend hat die Universität Graz mit Start-Unterstützung der Stadt Graz das Wegener Zentrum für Klima und Globalen Wandel (Wegener Center) als interdisziplinäres, international orientiertes Forschungszentrum eingerichtet. Dies erfolgte auf Basis einer vom Rektorat beauftragten internationalen Begutachtung im Jahr 2004. Die offizielle Gründung folgte am 1. März 2005.

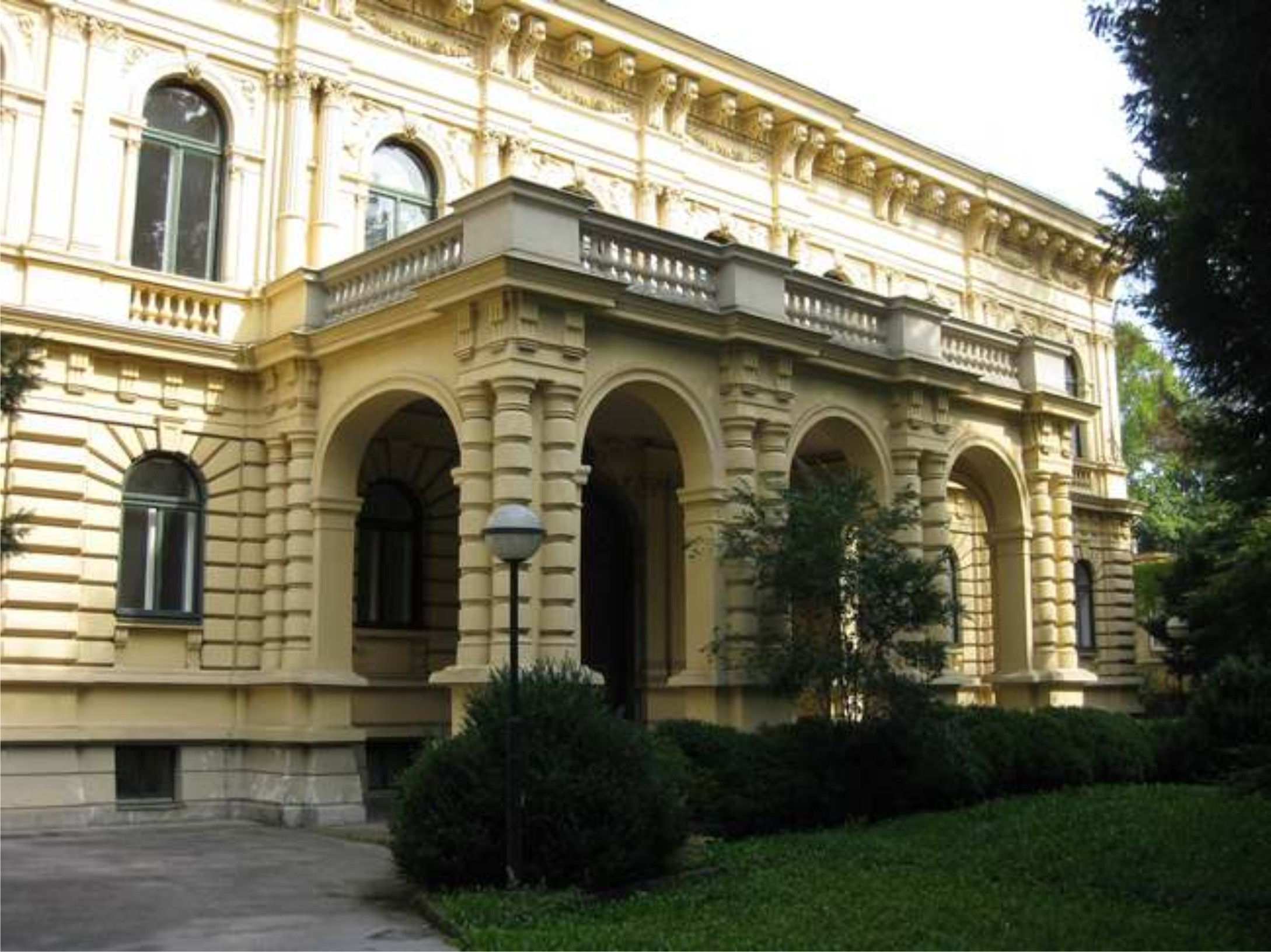
Wegener Center 2012

### Vom Zentrum zum Institut
Mit Beschluss des Rektorats der Universität Graz vom 8. November 2012 wurde das Wegener Center für Klima und Globalen Wandel mit Wirkung vom 1. November 2013 in neuer langfristiger Form als Universitätsinstitut eingerichtet. Fast zeitgleich erfolgte ein Standortwechsel des Wegener Center vom ursprünglichen Standort in der Leechgasse 25 in ein größeres Gebäude in der Brandhofgasse 5.

## Mission
Das Wegener Center vereint Klima-, Umwelt-, Wirtschafts- und Gesellschaftsforschung. Die Forschungsaktivitäten leisten einen Beitrag zum Verständnis von Klimavariabilität und Klimawandel – auf globaler, regionaler und lokaler Ebene – sowie von sozio-ökonomischen Einflussfaktoren und Folgen des Klimawandels und des globalen Wandels. Zu diesem Zweck werden das physikalische Klimasystem sowie sozio-ökonomische Prozesse beobachtet, analysiert und modelliert. In der Nachwuchsförderung und Lehre erfolgt eine Stärkung der fächerübergreifenden Umweltsystemwissenschaften und ihrer beteiligten Fachbereiche wie Physik und Volkswirtschaftslehre.

## Forschungsgruppen

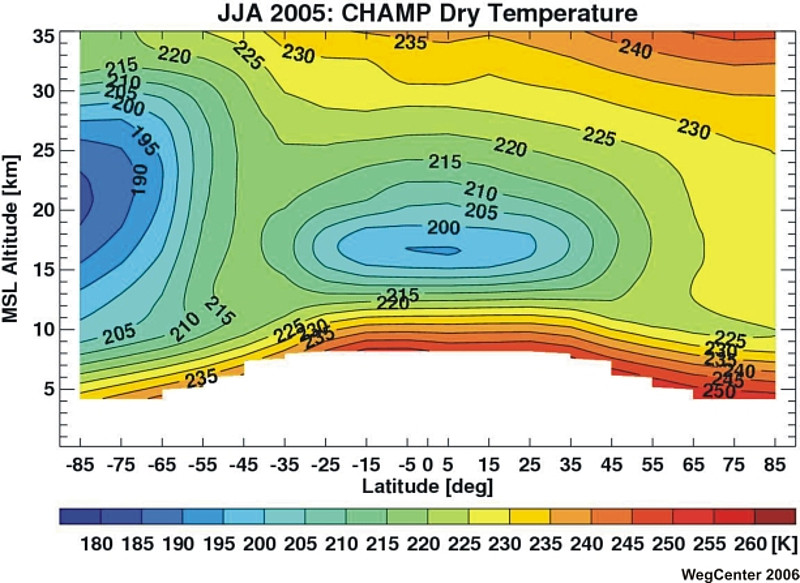
Sommertemperatur der Atmosphäre im Jahr 2005 (Forschungsgruppe ARSCliSys)

### Atmosphärenfernerkundung und Klimasystem (ARSCliSys)
Die Forschungsgruppe ARSCliSys erforscht moderne satellitengestützte Methoden zur Fernerkundung der Atmosphäre und des Klimasystems sowie neue bodengebundene Methoden mit sehr hoher Auflösung. Sie befasst sich unter anderem mit den Fragen, wie stark die globale Erwärmung heute schon ist, wie sie sich in Zukunft entwickelt und wie die Alpenregion, Österreich und die Steiermark davon betroffen ist.
Eine besonders geeignete Methode für den weltweiten Blick zur Antwort auf solche Fragen ist die Methode der Radio-Okkultation. Satellitendaten und Bodendaten werden zusammen mit Klimamodell-Simulationen zum Studium von Klimavariabilität, Klimatrends sowie Wetter- und Klimaextremen eingesetzt. Im Brennpunkt stehen dabei der globale Klimawandel und eine Brückenbildung zum regionalen und lokalen Klima- und Umweltwandel in der Alpenregion. Im konkreten Lebensraum Alpenregion ist das WegenerNet ein Pionierexperiment der Gruppe. ARSCliSys kooperiert eng mit ReLoClim sowie mit weiteren Gruppen und Partnerinstituten an der Universität Graz und weltweit.

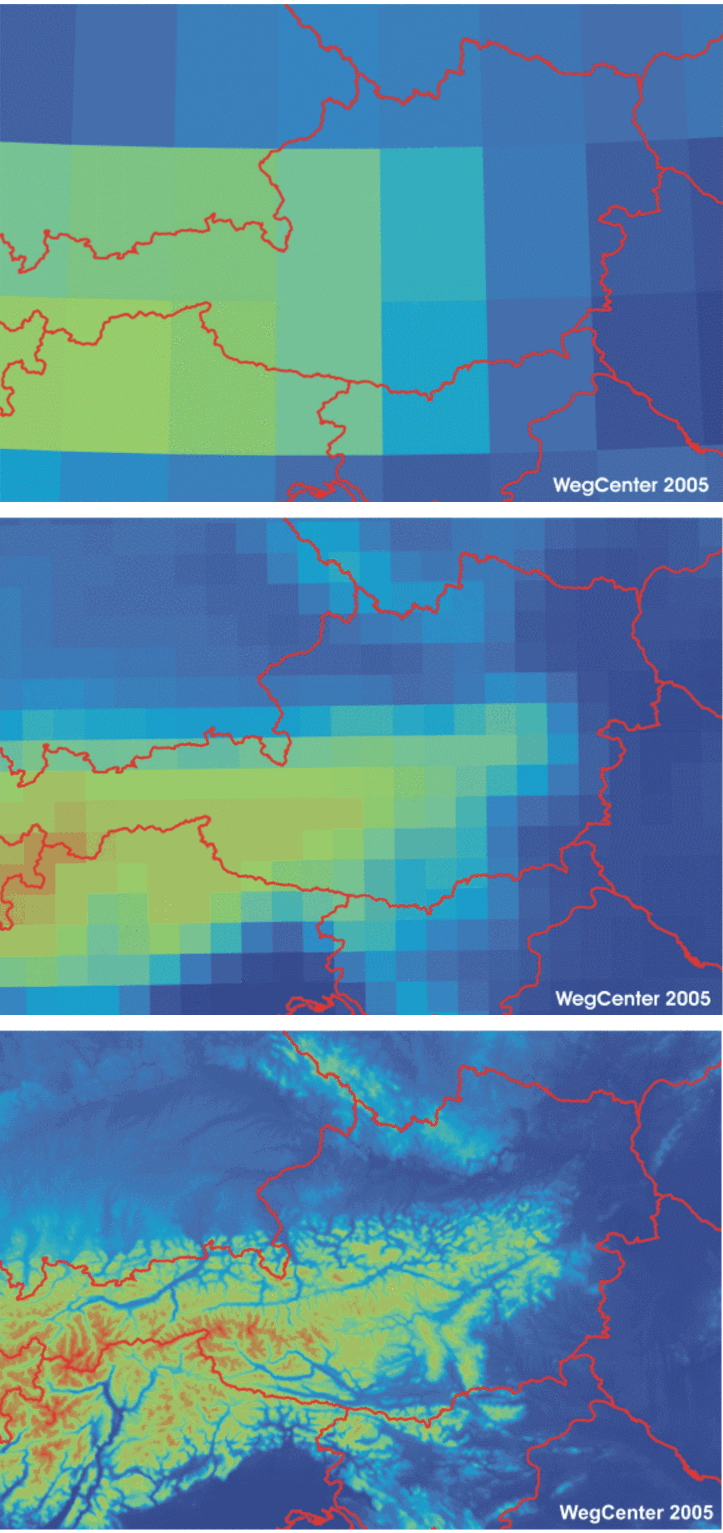
Klimamodelldaten mit unterschiedlicher Auflösung (Forschungsgruppe ReLoClim)

### Regionale und Lokale Klimamodellierung und -analyse (ReLoClim)
ReLoClim erforscht die Prozesse, die den regionalen Klimawandel bestimmen, speziell das Auftreten von Extremereignissen wie Starkniederschläge oder Dürren. Die Forschungsgruppe befasst sich unter anderem mit den Fragen, wie stark sich das Klima bereits geändert hat, ob der Klimawandel bereits jüngste Extremereignisse beeinflusst hat und welche Änderungen wir in der Zukunft erwarten. Außerdem wird untersucht, wie Extremereignisse in einem wärmeren Klima aussehen können, wie gut die verwendeten Modelle sind und wie sehr Simulationen vertraut werden kann.
ReLoClim arbeitet an regionaler und lokaler Klimamodellierung, der Analyse von regionalen Klimaprozessen und an der Schnittstelle zur Klimafolgenforschung. Die Gruppe untersucht hauptsächlich das Klima Europas und der Europäischen Alpen, Fallstudien konzentrieren sich primär auf Österreich und die Steiermark. Die Forschung stützt sich auf Klimasimulationen des 21. Jahrhunderts, Sensitivitätsstudien mit Klimamodellen, Untersuchungen und Simulationen einzelner Ereignisse, sowie die Analyse von existierenden Klimasimulationen unter Einbeziehung von Beobachtungsdaten.

### Ökonomik des Klima- und Umweltwandels (EconClim)
Die Forschungsgruppe EconClim beschäftigt sich mit den sozioökonomischen Aspekten des Klima- und Umweltwandels, insbesondere wie der Mensch als Individuum und die Gesellschaft als Ganzes zum globalen Klima- und Umweltwandel beitragen und wie sie von diesem betroffen sind. Ein Schwerpunkt liegt dabei auf den Handlungsoptionen, um sich einerseits an den globalen Klima- und Umweltwandel anzupassen sowie andererseits diesen zu mindern. Der geographische Fokus der Analysen liegt auf Österreich, unter Berücksichtigung der Europäischen und globalen Ebene.
Innerhalb der Forschungsthemen der Gruppe wird die vollständige Wertschöpfungskette abgedeckt, von Grundlagenforschung, über grundlagenorientierte Anwendungsforschung bis hin zu angewandter (politikorientierter) Forschung.

### Klimaprozesse und Umweltmeteorologie (ClimEMet)
Die Forschungsaktivitäten der Arbeitsgruppe ClimEMet zielen darauf ab unser Verständnis der internen Variabilität des Klimasystems sowie des Einflusses von individuellen/kombinierten Forcings auf die atmosphärische Chemie und Dynamik sowie Klimavariablen auf Bodenniveau zu erweitern. Ein detailliertes Verständnis der natürlichen und externen Komponenten ist entscheidend, da externe Forcings zu Veränderungen der internen Variabilität des Klimasystems beitragen können. Die Forschung der ClimEMet Gruppe deckt eine Vielzahl räumlicher und zeitlicher Skalen ab und spannt sich von der Stratosphäre über die Troposphäre bis hin zur planetaren Grenzschicht. Spezielles Thema ist die Unsicherheit von Zukunftsprognosen von extremen Ereignissen. Erklärtes Ziel hierbei ist es robuste Aussagen darüber zu treffen wie sich Veränderungen in einzelnen Forcings auf die Atmosphäre und das Klimasystem im Verlauf des 21. Jahrhunderts auswirken.

### Gemeinsamer Forschungsschwerpunkt Hydrologische Extreme in einem sich ändernden Klima (HydExClim)
Die Forschungsgruppen des Wegener Center weisen einen gemeinsamen Forschungsfokus in Hinsicht auf regionale hydrologische Extreme auf. Insbesondere Veränderungen der hydrologischen Extremereignisse wie Starkniederschläge, Hochwasser und Dürre können negative Auswirkungen auf verschiedenen Sektoren wie Energie, öffentliche Infrastruktur, Haushalte und Landwirtschaft haben. Diese Auswirkungen hängen auch stark von weiteren anthropogenen Einflüssen wie Landnutzung und Änderungen im Wassermanagement ab. Forschungsthemen in diesem Zusammenhang sind geographisch hauptsächlich auf Österreich und die Steiermark als Fokus- und Modellregionen für integrierte Forschung konzentriert. Die Arbeit betreffend diese Thematik umfasst gruppenübergreifende Projekte der Forschungsgruppen am Wegener Center gemeinsam mit externen Partnern und den betroffenen Akteuren.